# سیارک ۴۰۴۶
سیارک ۴۰۴۶ (به انگلیسی: 4046 Swain، نامگذاری:1953TV) چهار هزار و چهل و ششمین سیارک کشف شده‌است که در ۷ اکتبر ۱۹۵۳ کشف شد.
قدر مطلق سیارک برابر ۱۲٫۱۰ است.